# Murrayfield Stadium
O Murrayfield é um estádio localizado em Edinburgo, capital da Escócia, e é casa da Seleção Escocesa de Rugby. O Murrayfield detêm o recorde de maior público em um jogo da rugby union, com 104.000 pessoas assistindo ao jogo entre Escócia e País de Gales. Atualmente sua capacidade é de 67.144 pessoas, o fazendo ser o maior estádio da Escócia.
O Murrayfield já recebeu jogos de futebol, futebol americano e competições de atletismo. Nele também já foram realizados shows de música, como de David Bowie, U2, Red Hot Chilli Peppers  e o concerto de Edinburgo no Live 8.

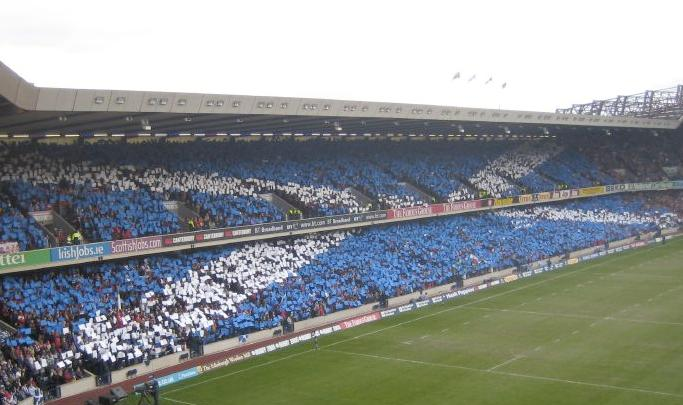
Torcida da Escócia no Murrayfield.